# Cycle solaire 9
Le cycle solaire 9 est le neuvième cycle solaire depuis 1755, date du début du suivi intensif de l'activité et des taches solaires. Il a commencé en 1843 et s'est achevé en 1855.